# SSKB Stadium
Le SSKB Stadium est un stade situé à Gaborone au Botswana, principalement utilisé pour le football. Il s'agit du stade d'accueil du Botswana Defence Force XI. Sa capacité est de 5 000 personnes.